# Oleh Musij
Oleh Musij är en ukrainsk politiker och sedan 27 februari 2012 tillförordnad hälsominister i Ukraina.
Oleh Musij är läkare och från västra Ukraina. Han organiserade och ledde fältsjukhusen för Euromajdan-demonstranterna på Majdan Nezalezjnosti.